# Brownsboro Farm
Brownsboro Farm – miasto w Stanach Zjednoczonych, w stanie Kentucky, w hrabstwie Jefferson.